# Barbara Ferrell
Barbara Ann Ferrell, född 28 juli 1947 i Hattiesburg, är en före detta amerikansk friidrottare.
Ferrell blev olympisk mästare på 4 x 100 meter vid sommarspelen 1968 i Mexico City.